# Nothofagus cunninghamii
Nothofagus cunninghamii là một loài thực vật có hoa trong họ Nothofagaceae. Loài này được (Hook.) Oerst. mô tả khoa học đầu tiên năm 1873.

## Hình ảnh

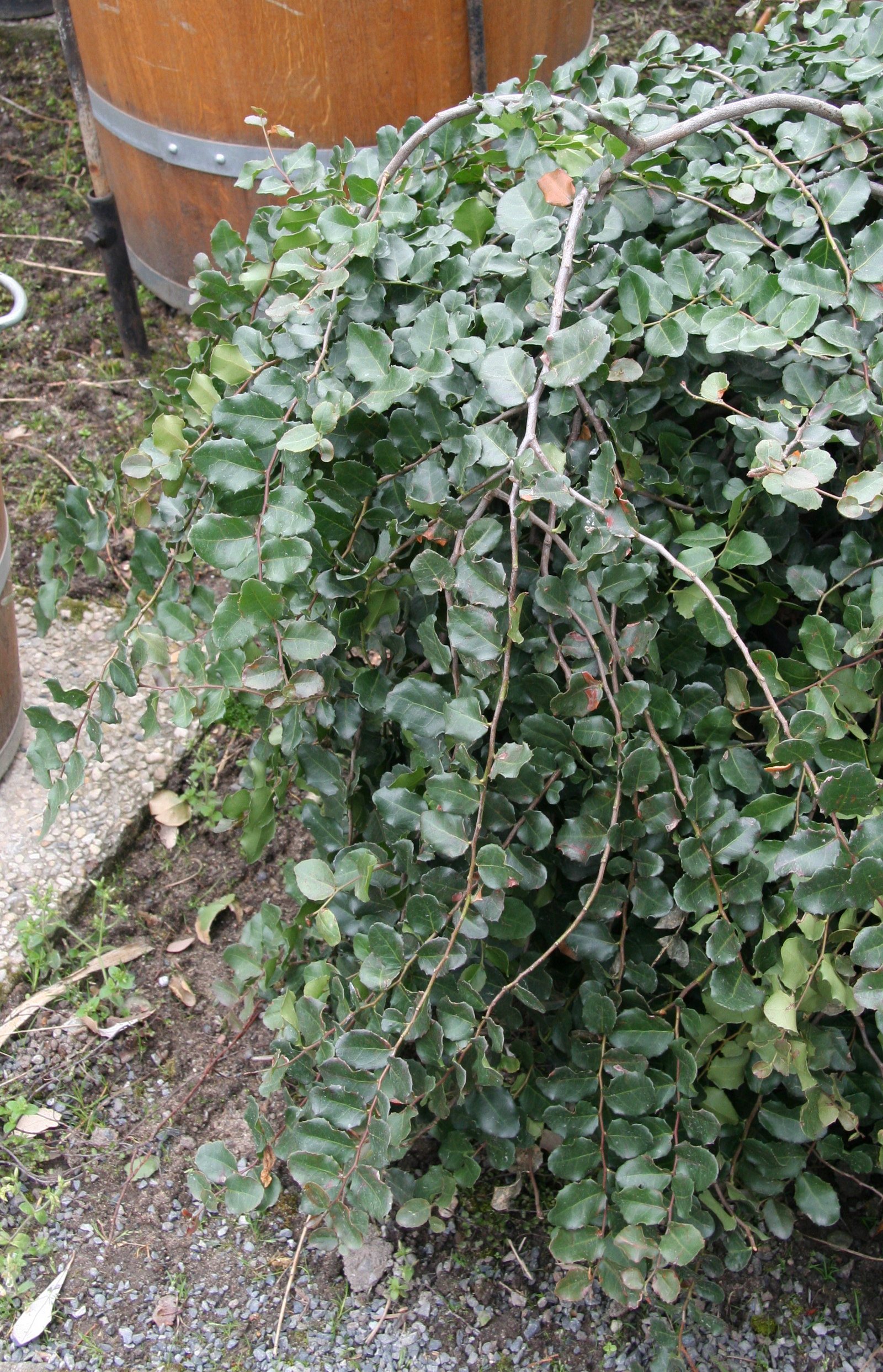
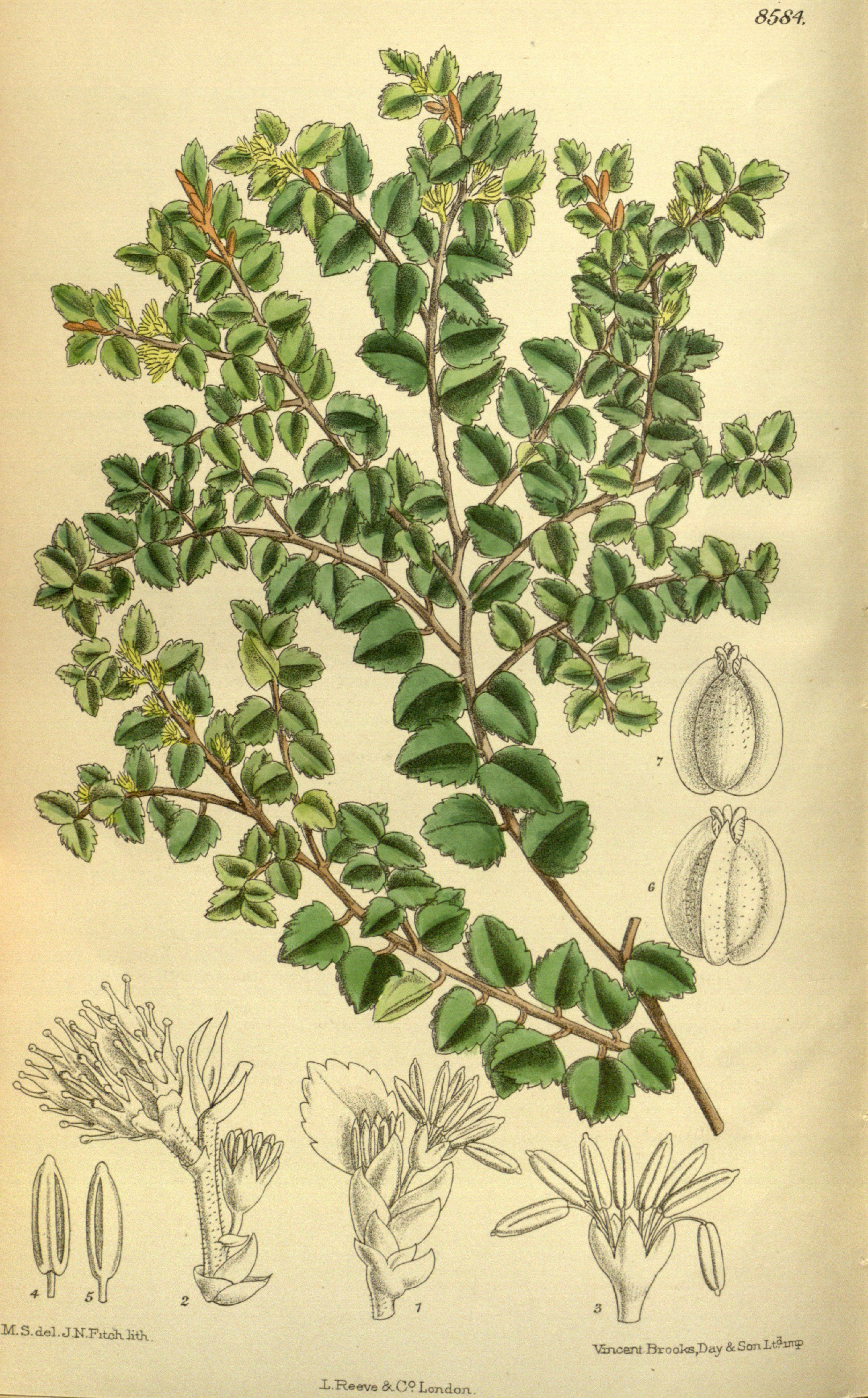
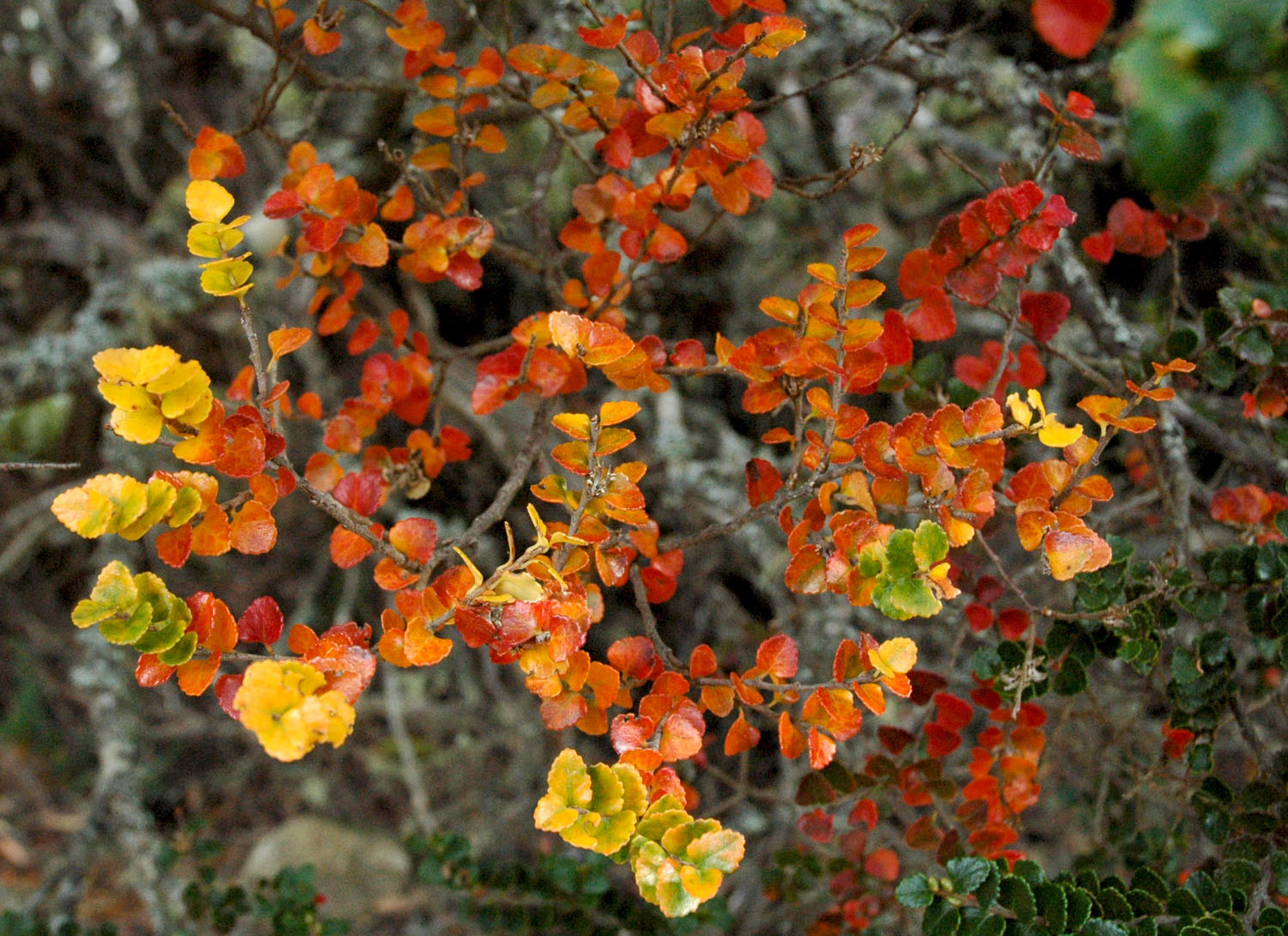